# Bortan
Bortan är en ort i norra delen av Arvika kommun i Värmlands län, belägen i Gunnarskogs socken direkt söder om Lövsjön, ungefär 37 km norr om Arvika.
SCB räknade Bortan som en småort vid avgränsningen år 1990, till nästa avgränsning hade invånarantalet sjunkit under 50 personer och området räknades inte längre som en småort. Från 2015 avgränsar SCB här åter en småort, vilken avregistrerades 2020 då antalet boende understeg 50. Vid avgränsningen 2023 klassades orten åter som småort

## Namnet
Detta gårdsnamn skrives 1540 Boretaken och 1548 Borghetackenn. Namnets sista
led är taka = intaga och dess första troligen ett äldre mansnamn.